# 宗谷丘陵

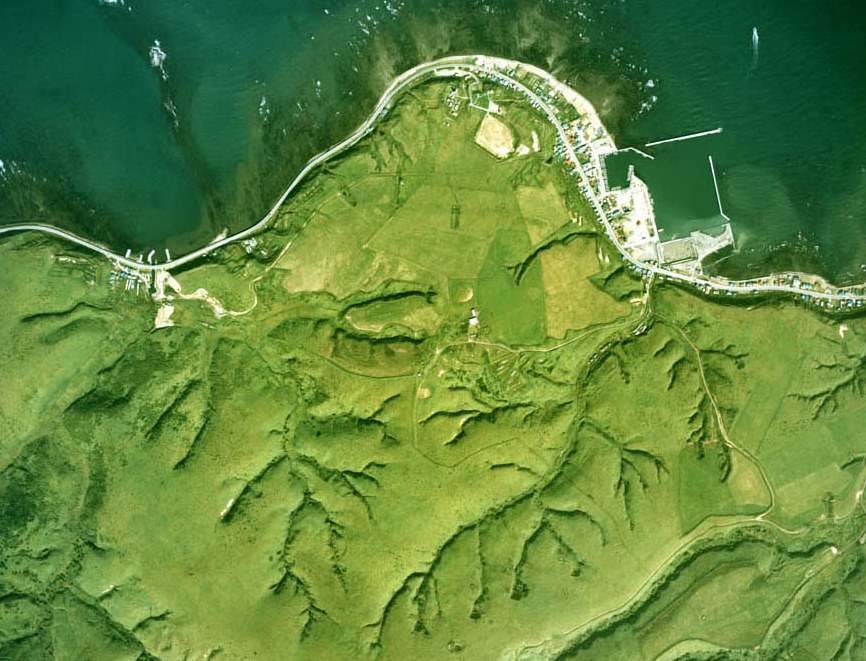
宗谷丘陵、1977年撮影。

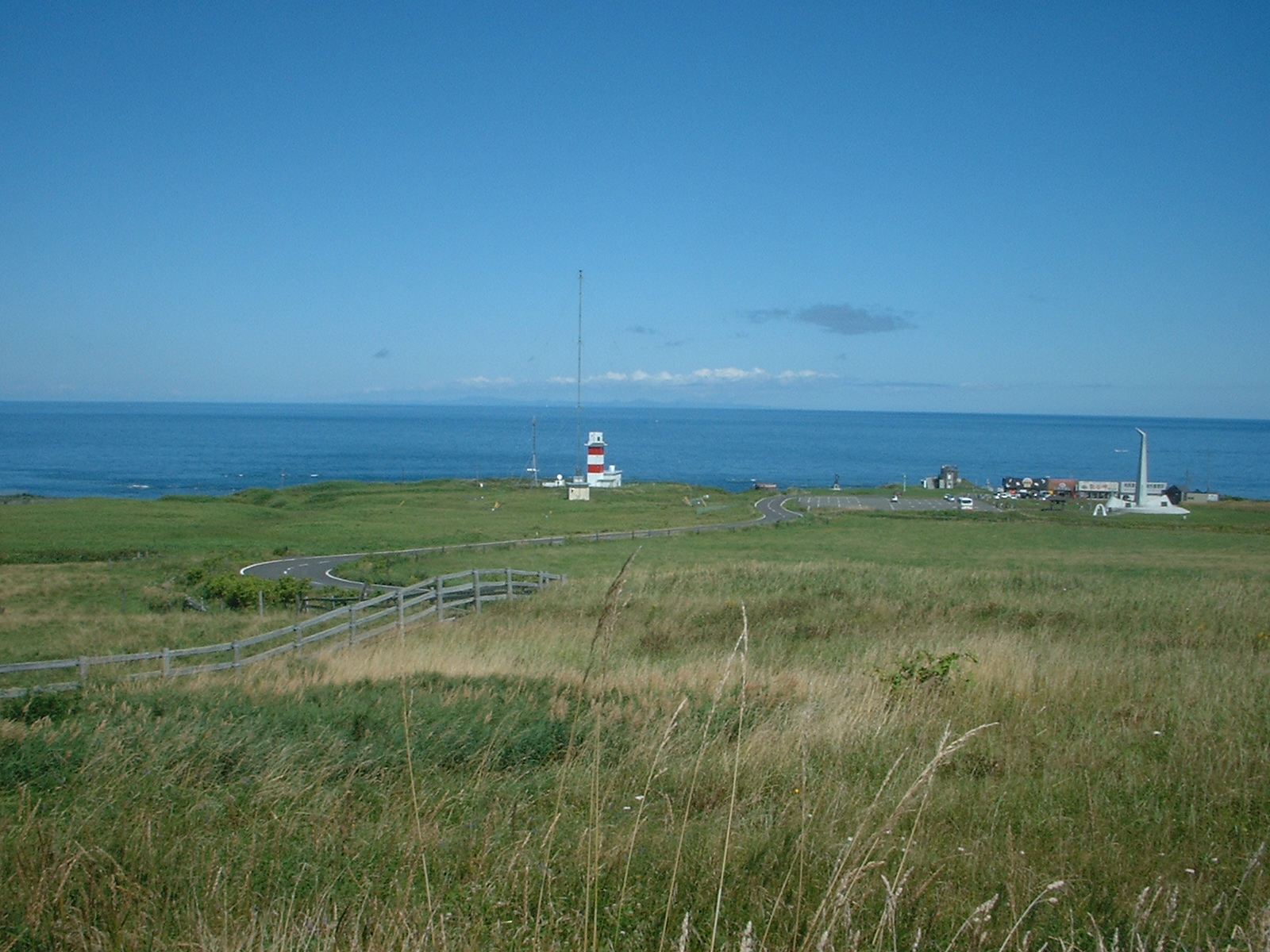
宗谷丘陵と宗谷岬

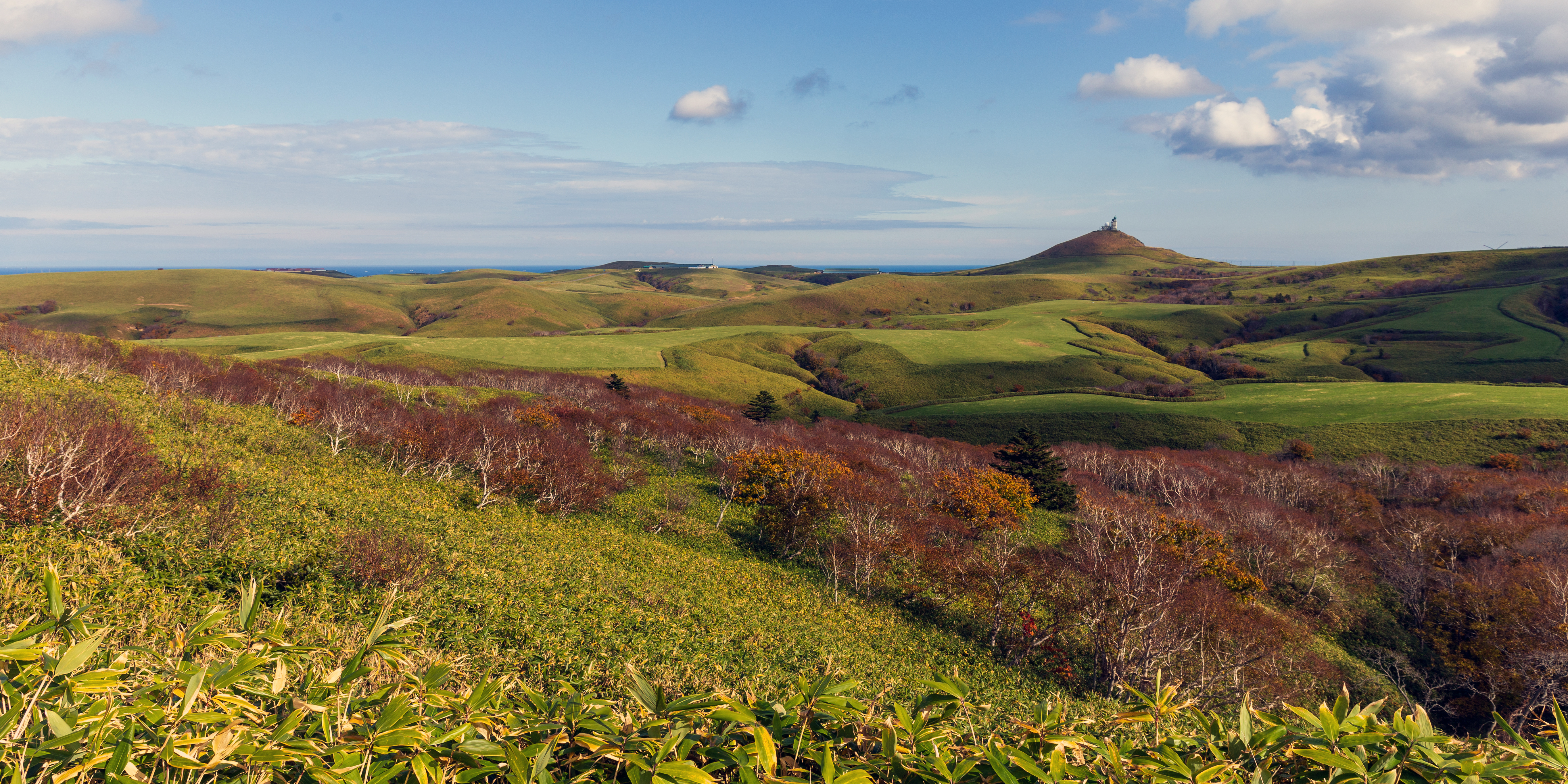
宗谷丘陵の周氷河地形

宗谷丘陵（そうやきゅうりょう）は、北海道稚内市にある日本最北の丘陵。

## 概要
宗谷岬南部に広がる標高20メートルから400メートルまでのなだらかな丘陵地帯。地理学者で東京大学名誉教授の鈴木秀夫により、2万年前の氷河期に形成されたものと確認された。北から南に向かい標高が高くなり、緩やかに起伏しているが、深い谷はほとんど存在しない。明治期の山火事によって樹木が消失した。気温が上がらず強風が吹くため、現在も樹木が回復していない。そのため、樹木にさえぎられることなく、周氷河地形を目視できる数少ない場所となっている。
| [ 1 ]    | 1月    | 2月    | 3月  | 4月  | 5月  | 6月    | 7月    | 8月    | 9月  | 10月   | 11月   | 12月   |
| -------- | ------ | ------ | ---- | ---- | ---- | ------ | ------ | ------ | ---- | ------ | ------ | ------ |
| 平均風速 | 8.5    | 7.7    | 7.9  | 7.5  | 7.3  | 6.5    | 6.0    | 6.0    | 6.6  | 7.8    | 9.0    | 9.1    |
| 最多風向 | 西北西 | 西北西 | 南西 | 南西 | 南西 | 東南東 | 東南東 | 東南東 | 南西 | 西北西 | 西北西 | 西北西 |

## 観光

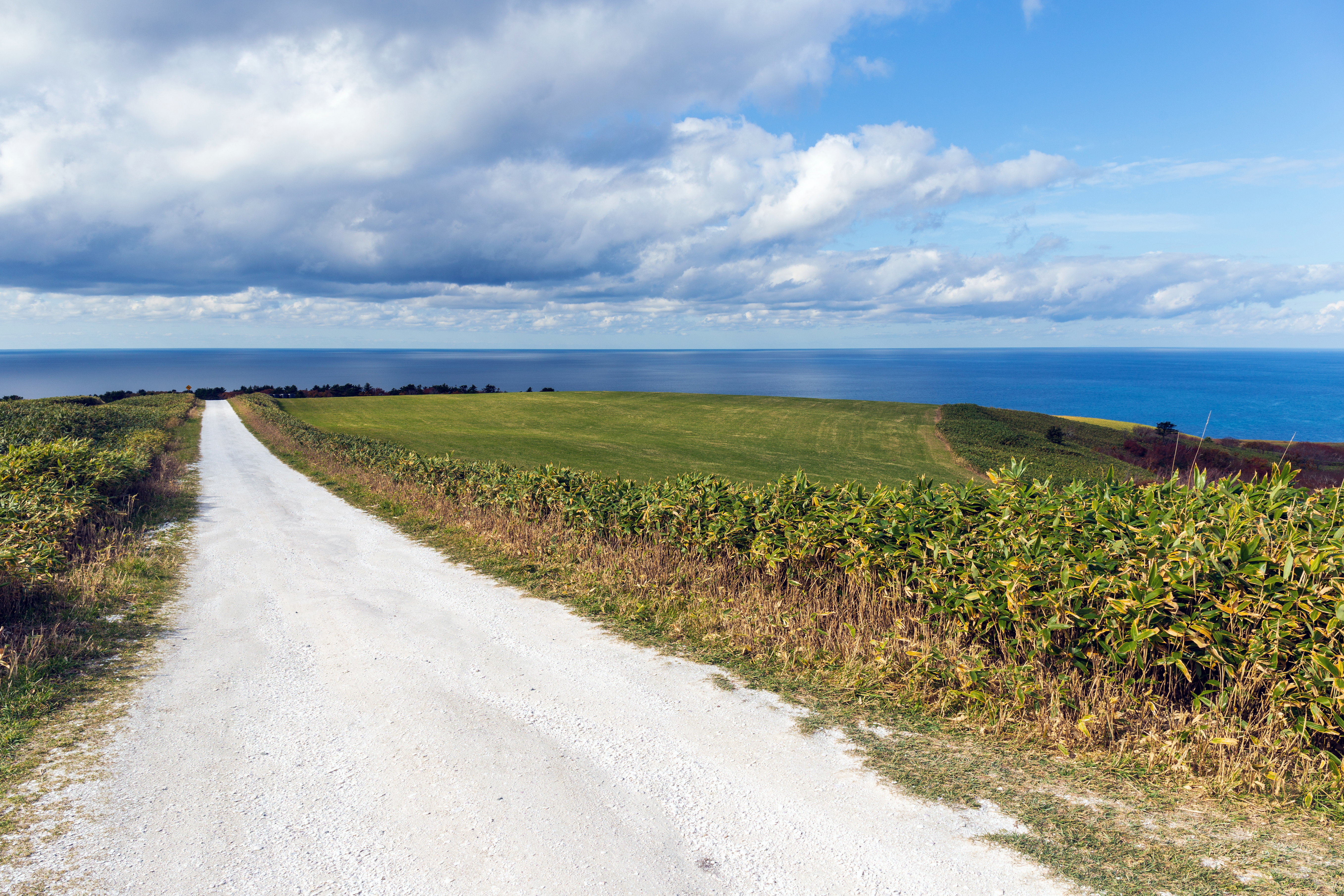
白い道

「宗谷丘陵の周氷河地形」として北海道遺産に選定されている。宗谷丘陵フットパスコースは、日本最北のフットパスコースである。
- 宗谷丘陵展望休憩施設（ゲストハウスアルメリア）

無料の展望施設。オランダ風の風車が目印。施設内のレストランでは宗谷黒牛のステーキなどを食べることができる。稚内特産品の売店もある。営業時間は9:00 - 17:00（ただし6月末 - 8月は18:00まで、9月 - 10月は16:00まで）。11月4日から4月30日までは冬季休業。
- 白い道

宗谷丘陵を分け入った場所にある未舗装の脇道で、稚内の名産品であるホタテの貝殻を砕いたものを3キロメートルにわたって敷きつめている。このため、路面は真っ白く見え、丘陵の緑の草原と相まって他では見られない風景となっている。

## 産業

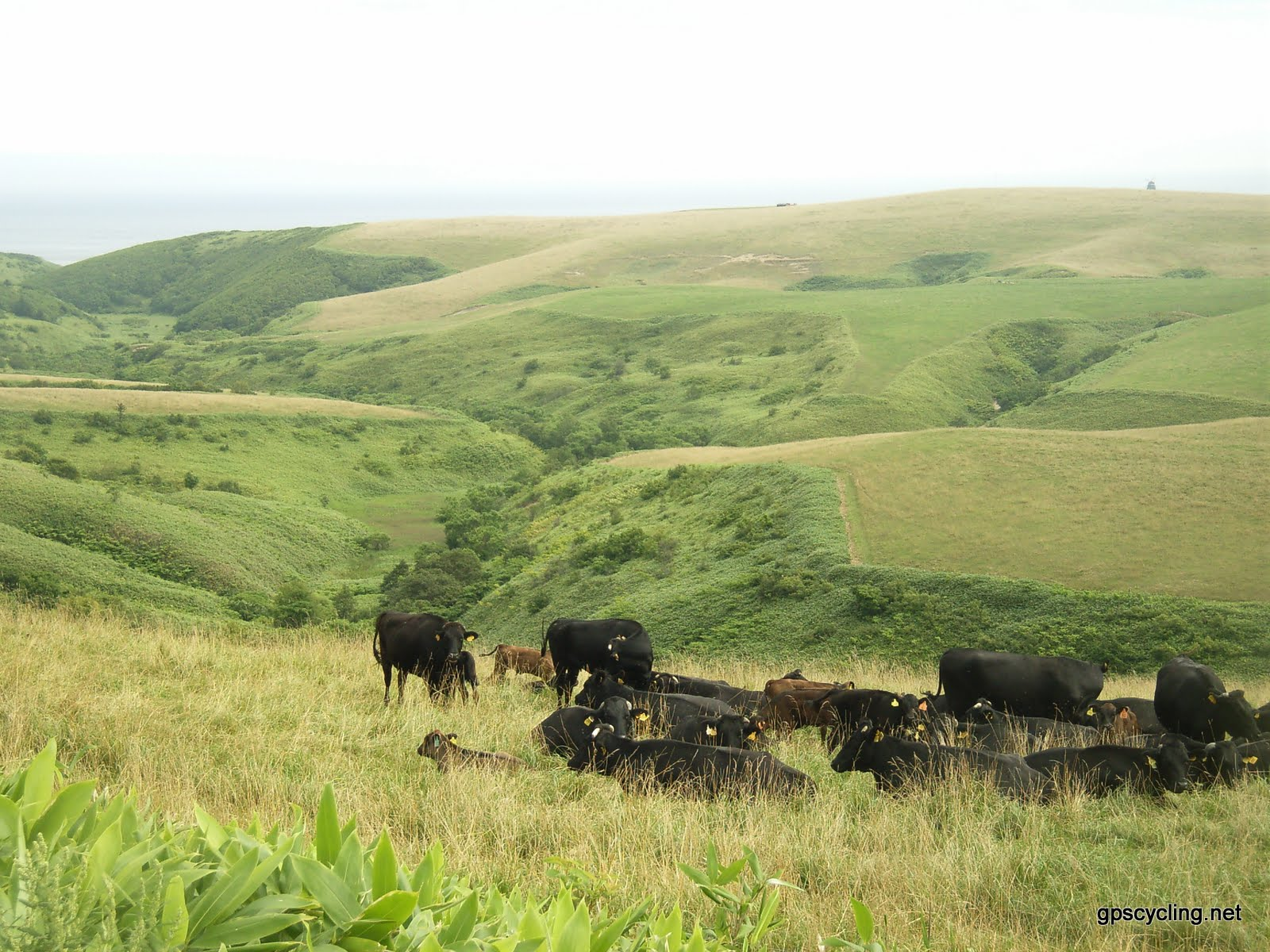
宗谷黒牛

- 宗谷岬ウィンドファーム

風力発電機57基、総出力5万7000キロワットの国内最大級ウィンドファーム。
- 宗谷岬牧場

宗谷丘陵内の1,500ヘクタールを越える牧草地で、宗谷黒牛などの肉牛や牛乳を生産している。

## 主な山岳
| 名称             | 標高                   | 三角点 | 点名     | 位置                                                                | 源流                                                              |
| ---------------- | ---------------------- | ------ | -------- | ------------------------------------------------------------------- | ----------------------------------------------------------------- |
| 丸山             | 167.2 m                | 3等    | 丸山     | 北緯45度29分08秒 東経141度55分47秒 / 北緯45.48556度 東経141.92972度 | オンコロマナイ川 泊内川                                           |
| 宗谷山           | 172.0 m                | 1等    | 宗谷山   | 北緯45度28分13秒 東経141度53分42秒 / 北緯45.47028度 東経141.89500度 | 富磯川                                                            |
| 萌間山           | 122.1 m                | 3等    | 萌間山   | 北緯45度27分02秒 東経141度59分28秒 / 北緯45.45056度 東経141.99111度 | --                                                                |
| 時前山           | 107.7 m                | 1等    | 時前山   | 北緯45度26分39秒 東経142度01分04秒 / 北緯45.44417度 東経142.01778度 | --                                                                |
| 箆射峰           | 210.6 m                | 1等    | 箆射峰   | 北緯45度24分21秒 東経141度38分56秒 / 北緯45.40583度 東経141.64889度 | ウロンナイ川 リペンルム マタルーナイ                              |
| モイマ山         | 232.0 m                | 4等    | 藻間山   | 北緯45度23分33秒 東経141度55分22秒 / 北緯45.39250度 東経141.92278度 | --                                                                |
| 気無山           | 200.9 m                | 1等    | 気無山   | 北緯45度22分04秒 東経141度52分28秒 / 北緯45.36778度 東経141.87444度 | --                                                                |
| 千富尻           | 146.7 m                | 1等    | 千富尻   | 北緯45度18分52秒 東経141度45分14秒 / 北緯45.31444度 東経141.75389度 | --                                                                |
| タツナラシ山     | 223 m                  | 3等    | 辰奈良志 | 北緯45度18分31秒 東経141度51分03秒 / 北緯45.30861度 東経141.85083度 | --                                                                |
| エタンパック山   | 313 m (三角点は313.3m) | 3等    | 恵丹白   | 北緯45度13分50秒 東経142度00分48秒 / 北緯45.23056度 東経142.01333度 | 猿骨川 声問川 目梨別九線川                                        |
| 石油鉱山         | 187 m                  | --     | --       | 北緯45度12分20秒 東経141度50分10秒 / 北緯45.20556度 東経141.83611度 | --                                                                |
| 稲星山           | 224.7 m                | 3等    | 稲星     | 北緯45度10分42秒 東経141度55分49秒 / 北緯45.17833度 東経141.93028度 | --                                                                |
| 丸山             | 35 m                   | --     | --       | 北緯45度10分13秒 東経142度08分02秒 / 北緯45.17028度 東経142.13389度 | --                                                                |
| 幌尻山           | 426.8 m                | 1等    | 幌尻山   | 北緯45度09分56秒 東経142度00分31秒 / 北緯45.16556度 東経142.00861度 | セキタンベツ川 ポロナイ川                                         |
| サマキシリ山     | 264 m                  | --     | --       | 北緯45度08分55秒 東経142度09分52秒 / 北緯45.14861度 東経142.16444度 | 成田川 ユウクル川 ポンケイ川                                      |
| 円山             | 13.4 m                 | 2等    | 円山     | 北緯45度06分56秒 東経141度43分05秒 / 北緯45.11556度 東経141.71806度 | --                                                                |
| トキタイ山       | 291.5 m                | 2等    | 土岐体山 | 北緯45度06分37秒 東経142度11分29秒 / 北緯45.11028度 東経142.19139度 | --                                                                |
| 鵜伏山           | 255.8 m                | 1等    | 鵜伏山   | 北緯45度02分26秒 東経141度55分42秒 / 北緯45.04056度 東経141.92833度 | --                                                                |
| イソサンヌプリ山 | 581.2 m                | 1等    | 磯桟岳   | 北緯45度00分40秒 東経142度09分14秒 / 北緯45.01111度 東経142.15389度 | 宇津内川 冷水沢川                                                 |
| 三角山           | 309.6 m                | 3等    | 三角山   | 北緯44度59分31秒 東経142度12分44秒 / 北緯44.99194度 東経142.21222度 | 平太郎沢川                                                        |
| 大畑山           | 109 m                  | --     | --       | 北緯44度58分20秒 東経142度16分42秒 / 北緯44.97222度 東経142.27833度 | --                                                                |
| 知駒岳           | 529.1 m                | 2等    | 知駒岳   | 北緯44度57分30秒 東経142度09分01秒 / 北緯44.95833度 東経142.15028度 | 掬水川 ヌポロマポロ川 知駒内川                                    |
| 摺鉢山           | 480 m                  | --     | --       | 北緯44度56分52秒 東経142度07分59秒 / 北緯44.94778度 東経142.13306度 | --                                                                |
| クンネシリ山     | 280 m                  | --     | --       | 北緯44度52分31秒 東経142度04分30秒 / 北緯44.87528度 東経142.07500度 | クンネシリ川                                                      |
| パンケ山         | 631.9 m                | 1等    | 下沢岳   | 北緯44度51分25秒 東経142度08分59秒 / 北緯44.85694度 東経142.14972度 | マップの沢川 林道沢川 姉歯ノ沢川 ウノサワ川                       |
| ペンケ山         | 716.2 m                | 2等    | 頓別坊   | 北緯44度48分47秒 東経142度09分34秒 / 北緯44.81306度 東経142.15944度 | ペンケナイ川 トヨマナイ川 ポンピラナイ川 稚宇遠川 琴平川 頓別坊川 |
| 天狗山           | 516.8 m                | 3等    | 辺知蘭内 | 北緯44度44分42秒 東経142度09分43秒 / 北緯44.74500度 東経142.16194度 | --                                                                |

## 道路
- 国道238号
- 北海道道889号上猿払清浜線